# يارنو سارينن
يارنو سارينن (بالفنلندية: Jarno Saarinen)‏ مواليد 11 ديسمبر 1945 في توركو - الوفاة 20 مايو 1973 في حلبة مونزا، إيطاليا، كان متسابق دراجات نارية فنلندي فاز ببطولة سباق الجائزة الكبرى للدراجات النارية. نافس في سباقات بطولة العالم لفئة 500 سي سي ولفئة 350 سي سي ولفئة 250 سي سي ولفئة 50 سي سي. توفي إثر حادث تعرض له أثناء السباق.

## البطولات
- سباق الجائزة الكبرى للدراجات النارية 1972

## روابط خارجية
- يارنو سارينن على موقع MotoGP.com (الإنجليزية)